# Vũ Quý
Vũ Quý (1914–1945) là nhà hoạt động cách mạng, Quyền Bí thư Ban cán sự Đảng Hà Nội. Bên cạnh vai trò là một cán bộ cách mạng của Việt Minh, Vũ Quý còn có một tầm ảnh hưởng cá nhân đáng kể đối với Văn Cao (1923–1995) và đặc biệt là sự ra đời của bản Tiến quân ca.
Ông quê xã Cống Mỹ, huyện An Dương, tỉnh Kiến An (nay là thôn Cống Mỹ, xã Nam Sơn, huyện An Dương), ngoại thành Hải Phòng.
Với kinh nghiệm phong phú và mối quan hệ cũ với tổ chức Hướng đạo sinh, nhiều người được Vũ Quý giác ngộ hay giúp đỡ sau trở thành những chiến sĩ cách mạng nổi tiếng có nhiều công lao trong sự nghiệp cách mạng như Đại tướng Lê Trọng Tấn, Tổng Tham mưu trưởng Quân đội nhân dân Việt Nam; nhà cách mạng Dương Đức Hiền, người sáng lập và là Tổng Bí thư Đảng Dân chủ Việt Nam.
Đồng thời, cùng với các đồng chí trong Ban cán sự do đồng chí Lê Quang Đạo làm Bí thư, Vũ Quý đã xây dựng lực lượng cách mạng chuẩn bị cho cuộc khởi nghĩa 19/8/1945 ở Hà Nội.
Với cương vị lãnh đạo trong Ban cán sự Đảng ở Hải Phòng - Kiến An (1934 - 1943), ở Hà Nội (1944 - 6/1945) cùng với các đồng chí Lê Quang Đạo, Nguyễn Quyết, Vũ Quý có công lớn trong việc vận động trí thức tham gia Hội Văn hóa Cứu quốc, gợi ý cho các nhà trí thức Nguyễn Đình Thi, Đỗ Nhuận, Văn Cao... sáng tác những bài ca cách mạng. Chính Vũ Quý đã dìu dắt Văn Cao thoát ly hoạt động Việt Minh và khích lệ Văn Cao sáng tác bài "Tiến quân ca", gửi lên chiến khu Việt Bắc cho các chiến sĩ giải phóng quân hát và sau này được Quốc dân Đại hội và Chủ tịch Hồ Chí Minh chọn làm Quốc ca của nước Việt Nam Dân chủ Cộng hòa...
Ông mất năm 1945.